# Wieren (Duitsland)
Wieren is een ortsteil van de gemeente Wrestedt in de Duitse deelstaat Nedersaksen. Tot 1 november 2011 was Wieren een zelfstandige gemeente.
- Gemeinsame Normdatei: 7593638-0
- Virtual International Authority File: 243900516
- WorldCat: E39PBJm9gmPRx44bRJ3Qq4Cfbd

Altenmedingen · 
Bad Bevensen · 
Bad Bodenteich · 
Barum · 
Bienenbüttel · 
Ebstorf · 
Eimke · 
Emmendorf · 
Gerdau · 
Hanstedt · 
Himbergen · 
Jelmstorf · 
Lüder · 
Natendorf · 
Oetzen · 
Rätzlingen · 
Römstedt · 
Rosche · 
Schwienau · 
Soltendieck · 
Stoetze · 
Suderburg · 
Suhlendorf · 
Uelzen · 
Weste · 
Wrestedt · 
Wriedel